# Rod Pelley
Rod Pelley (Kitimat, 1º settembre 1984) è un hockeista su ghiaccio canadese che gioca come centro negli Albany Devils, squadra di cui è capitano.

## Carriera
Dopo aver militato nella lega giovanile della Columbia Britannica, la BCHL, Pelley si trasferì negli Stati Uniti per militare in NCAA presso l'Ohio State University, squadra con cui totalizzò 88 punti in 165 presenze fra il 2002 ed il 2006.
Senza essere stato scelto al draft da alcuna squadra della NHL Pelley sottoscrisse un contratto biennale da free agent con l'organizzazione dei New Jersey Devils, disputando le prime stagioni soprattutto con la formazione affiliata in American Hockey League dei Lowell Devils. La sua prima rete in NHL giunse l'8 novembre 2007 contro Martin Biron, portiere dei Philadelphia Flyers.
Nel 2010, divenuto nuovamente un giocatore svincolato, vide rinnovato il proprio contratto con i Devils, disputando la successiva stagione interamente in National Hockey League.
Nel corso della stagione 2011-2012 Pelley, insieme a Mark Fraser e una scelta al settimo giro, fu ceduto dai Devils agli Anaheim Ducks in cambio di Kurtis Foster e di Timo Pielmeier. Il 23 novembre 2012 firmò un contratto di try-out con la franchigia dell'American Hockey League dei Norfolk Admirals, formazione affiliata ai Ducks.
Nell'estate del 2013 da free agent fece ritorno nell'organizzazione dei Devils con la formazione affiliata degli Albany Devils.

## Palmarès

### Club
- Central Collegiate Hockey Association: 1

Ohio State University: 2003-2004